# Marselisborg Studentergaard
Marselisborg Studentergaard er et tidligere kollegium, der formentlig var det første i Aarhus og samtidig en af de første bygninger med tilknytning til Aarhus Universitet.
Det blev indviet 11. september 1928 i en tidligere villa på Marselis Tværvej 4, som i 1914/1915 var opført som kombineret privatbolig og klinik for øjenlæge Einar Lindgren. Bygningen er tegnet af Thorkel Møller. Matriklen blev erhvervet af Aarhus Købstadskommune i 1896 som en udstykning fra herregården Marselisborg Avlsgaard.
Kollegiet blev drevet af Universitets-Samvirket og havde plads til 27 mandlige studerende. I 1941, hvor Kollegierne i Universitetsparken stod færdige, flyttede mange af de mandlige studerende hertil - og kollegiet blev derfor omdannet til at huse kvindelige studerende. Under besættelsen blev Studentergaarden okkuperet af tyskerne umiddelbart efter, at Royal Air Force havde bombarderet Gestapos hovedkvarter i Parkkollegierne. 
Krigsministeriet overtog ejendommen i 1946. Den fungerer som hjemsted for Vestre Landsdelskommando frem til 1980'erne. I 1996 blev bygningen overtaget af Statsamtet Aarhus. I forbindelse med omlægningen fra statsamter til statsforvaltninger i 2008, blev bygningen solgt. Den rummer i dag et kontorfællesskab.
I forbindelse med grundlæggelsen af Aarhus Universitet i 1928 blev der plantet et lindetræ i haven. Det står der stadig, og der blev 20. december 1982 nedlagt en mindeplade ved lindetræet til minde om etableringen af universitetet.
Filosoffen Kort K. Kortsen fungerede fra 1928 frem til nogle år før sin død som efor for Studentergaarden.